# O senhor compadre
O senhor compadre' (em alemão: Der Herr Gevatter) é um conto de fadas curto compilado pelos Irmãos Grimm. É o conto número 42 (KHM 42). Conta a história de um estranho compadre que parece ser o diabo. Enquadra-se nos Tipos 332 e 334 do Sistema Aarne-Thompson-Uther (ATU) de classificação de contos folclóricos.

## História
Um homem pobre tem tantos filhos que, ao nascer mais um, já não sabe quem convidar para ser padrinho. Ele sonha que deve sair à rua e convidar a primeira pessoa com quem deparar. Ele segue o conselho do sonho, e a pessoa escolhida o presenteia com uma água com propriedades terapêuticas, e assim ele enriquece. Se a morte estivesse na cabeceira do doente, este sobreviveria, mas se estivesse aos seus pés, ele morreria. Um dia resolve visitar o compadre para contar as novidades, mas ao subir as escadas da casa depara com coisas estranhas: a vassoura e a pá brigando, dedos mortos no chão, cabeças de gente morta, peixes na frigideira fritando a si mesmos, e ao chegar no cômodo do compadre e olhar pelo buraco da fechadura, viu que este tinha chifres. Ao adentrar o cômodo, o compadre se deita e cobre, e nega tudo aquilo que o homem alega ter visto, chamando-o de doido e dizendo que é tudo mentira. "O homem ficou tão assustado, que saiu correndo, e se não tivesse fugido, quem sabe o que o compadre teria feito com ele."